# Ballana diversa
Ballana diversa är en insektsart som beskrevs av Knull 1951. Ballana diversa ingår i släktet Ballana och familjen dvärgstritar. Inga underarter finns listade i Catalogue of Life.